# Región de Geita
La región de Geita (suajili: Mkoa wa Geita) es una región de Tanzania ubicada en el noroeste del país, en la costa suroccicental del lago Victoria. Su capital es la ciudad de Geita.
La región fue creada en marzo de 2012 con partes de las vecinas regiones de Shinyanga, Mwanza y Kagera.
En su costa del lago Victoria, la región alberga el parque nacional de la Isla Rubondo.
En 2022 tenía una población de 2.977.608 personas. Como su extensión es de 20.054 km2, su densidad poblacional es de 148,4 habitantes por kilómetro cuadrado.  

## Localización
Se ubica en el noroeste del país y tiene los siguientes límites:
| Noroeste: Región de Kagera | Norte: Lago Victoria  | Noreste: Región de Mwanza    |
| Oeste: Región de Kagera    |                       | Este: Región de Mwanza       |
| Suroeste: Región de Kigoma | Sur: Región de Tabora | Sureste: Región de Shinyanga |

## Subdivisiones
Comprende una ciudad y 4 valiatos (población en 2012):
- Bukombe (224 542 habitantes)
- Chato (365 127 habitantes)
- Ciudad de Geita (807 619 habitantes)
- Mbogwe (193 922 habitantes)
- Nyang'hwale (148 320 habitantes)